# Le Paysagiste
Le Paysagiste és un curtmetratge d'animació de 1976 de Jacques Drouin, produït per la National Film Board of Canada.
Va ser el segon treball de Drouin, després del seu treball de 1974 Trois exercices sur l'écran d'épingles d'Alexeieff, i va rebre un gran reconeixement internacional.
Pel·lícula sense diàlegs, Le Paysagiste mostra un artista entrant dins de la seva pintura i passejant per un paisatge simbòlicament ric. La pel·lícula tenia un pressupost de 38.740 $.

## Argument
Absorbit per la seva pròpia creació, un pintor s'escapa al seu paisatge mental, a risc de perdre's del tot. En l'últim moment torna a la realitat.

## Premis
- Festival de Cinema Internacional d'Animació d'Ottawa, Ottawa: Premi Especial del Jurat, 1976
- Festival Internacional de Cinema d'Animació CINANIMA, Espinho, Portugal - Dofí de Plata a la Millor Pel·lícula 3–11 minuts (empat), 1977
- Festival Internacional de Cinema de Chicago, Chicago: Bronze Hugo, 1977
- Columbus International Film & Animation Festival, Columbus (Ohio): Chris Bronze Plaque, 1977
- Festival Internacional de Curtmetratges de Linz, Linz: Premi especial a la millor adaptació musical per a una pel·lícula, 1977
- Festival de Cinema de Yorkton, Yorkton: Premi Golden Sheaf a la millor pel·lícula d'animació, 1977[7]
- Golden Gate International Film Festival, San Francisco: Diploma for Outstanding Achievement, 1977
- Festival Internacional de Curtmetratges Oberhausen, Oberhausen: Diploma d'Honor del Jurat Internacional, 1977
- HEMISFILM, San Antonio, TX: Medalla de bronze, 1977
- Festival Internacional de Cinema d'Animació de les Illes Verges, St. Thomas: Venus de plata al millor curtmetratge, 1977
- Festival de cinema de Long Island, Long Island: Golden Image Award, primer premi, 1977
- American Film and Video Festival, Nova York: Red Ribbon, Visual Essays, 1978
- Festival de cinema de Baltimore, Baltimore: primer premi, millor pel·lícula del festival, 1978
- Festival de cinema de Baltimore, Baltimore: primer premi, animació, 1978
- Southwest Film Festival, Tulsa: Primer Premi, Professional, 1978
- Kenyon Film Festival, Gambier (Ohio): Primer Premi del Jurat, 1978
- Festival de curtmetratges d'Athens, Athens (Geòrgia): Premi de Mèrit, 1978[8][9]

## Obres citades
- Evans, Gary. In the National Interest: A Chronicle of the National Film Board of Canada from 1949 to 1989.  University of Toronto Press, 1991. ISBN 0802027849.